# Neumoegenia sagittalba
Neumoegenia sagittalba är en fjärilsart som beskrevs av Ottolengui 1898. Neumoegenia sagittalba ingår i släktet Neumoegenia och familjen nattflyn. Inga underarter finns listade i Catalogue of Life.